# Supermercati Brianzoli
La Supermercati Brianzoli è stata una società italiana operante nella  grande distribuzione organizzata.

## Supermercati Brianzoli (1960-2001)

### Storia

#### Origini
Felice Franchini verso il 1890 aprì un mattatoio a Lentate sul Seveso contemporaneamente all'apertura di tre macellerie. Ottenne di fornire la carne alle navi delle compagnie Italia di Navigazione e Lloyd Triestino. Forniture che cesseranno solo alla fine degli anni sessanta con lo sviluppo del trasporto aereo e la fine dei grandi transatlantici. Oreste e Vittorio, figli di Felice, oltre a proseguire nelle forniture navali, aprono una serie di 10/12 punti vendita di macellerie/salumerie e prodotti alimentari in provincia di Milano e Bergamo. Nel 1964, a Seveso, Oreste e Vittorio aprono il primo supermercato completamente self service in provincia di Milano con l'insegna "Supermercato Brianzolo" e caratterizzato dal colore blu.
Nel 1966 vengono a mancare i due ideatori. Il loro posto viene preso dagli esponenti della terza generazione Franchini: Gianfelice, figlio di Vittorio, e Peppino e Angelo, figli di Oreste. Con loro nasce il marchio verde e arancione, Supermercati Brianzoli. Gianfelice è lo stratega e l'amministratore delegato, Peppino è responsabile degli acquisti, Angelo della logistica. Già nel 1974 i punti vendita aperti con il marchio Supermercati Brianzoli sono quattro: Calusco d'Adda, Tradate e due a Meda. Nel corso degli anni, Supermercati Brianzoli arriva a ottenere una grande notorietà soprattutto grazie alla pubblicità in onda su Antennatre, tv privata regionale, così i supermercati arrivano a essere una sessantina espandendosi anche in Piemonte, Veneto ed Emilia-Romagna. L'espansione aziendale avviene anche tramite l'aiuto di imprenditori autonomi legati al marchio in franchising.
Nel 1982 la sede si sposta da Lentate sul Seveso a Cantù in un nuovo grande magazzino centrale di oltre 10 000 m². Mentre per la centrale carni viene acquistata la Galbiati Carni di Bovisio Masciago e fondate altre due società per la distribuzione della frutta e verdura e dei surgelati. Nel frattempo si aprono anche i primi ipermercati a Grandate, Castagnito e Arcore, quest'ultimo inaugurato nel 1988 da Silvio Berlusconi.

#### Acquisto da parte di Fininvest
Nel 1991 il gruppo viene acquisito dalla Fininvest di Silvio Berlusconi, venendo così accorpato alla Standa. Con la cessione, la famiglia Franchini ottiene il 14% del capitale azionario di Standa (7% a Gianfelice e 3,5% rispettivamente a Peppino e Angelo) suddividendo tra i vari soci le responsabilità di sviluppo aziendale e controllando gli acquisti e la politica commerciale. In particolare Gianfelice Franchini ricoprirà la carica di Amministratore Delegato di Standa ed Euromercato.
Nel corso degli anni novanta tra i Franchini e Berlusconi avvengono le prime frizioni, dovute al contrasto di interessi tra il Gruppo Standa e Publitalia. Per Standa i fornitori dovevano concedere il più possibile che il mercato permetteva, ma gli stessi, il più delle volte, erano grandi clienti di Publitalia, quindi con interessi chiaramente contrastanti. Il progetto hard discount non viene approvato. L'incontro con Amancio Ortega per passare a marchio Zara i trenta migliori punti vendita Standa, chiaramente in franchising, non avviene, dato che avrebbe creato grossi problemi sindacali. Per questo insieme di contrasti prima Gianfelice, e in seguito anche Peppino e Angelo Franchini si dimettono dalle loro funzioni e lasciano il Gruppo Standa dopo aver firmato il primo bilancio in pareggio e altri due con buoni utili e mai ripetuti successivamente.

#### Acquisizione parte alimentare del gruppo Standa
Nel 1998 Gianfelice Franchini, appoggiato dal Mediocredito Lombardo, acquisisce il ramo alimentare della Standa. La morte improvvisa per infarto di Gianfelice, avvenuta a pochi mesi dalla firma del contratto preliminare, fa fare un passo indietro a Mediocredito Lombardo che lascia gli eredi senza le giuste coperture finanziarie per l'acquisizione. Subito dopo l'acquisizione viene venduta la rete alimentare del sud a un gruppo di imprenditori legati a Conad, mentre i restanti punti vendita della rete alimentare del centro-nord vengono ceduti a REWE nel 2001.

#### Acquisto da parte di Billa
Con l'acquisizione da parte dei tedeschi di REWE Group (che in passato avevano acquisito Billa), il marchio Supermercati Brianzoli Mercato smette di essere utilizzato, convertendo la maggior parte dei punti vendita in supermercati Standa, mentre un paio verranno chiusi per sovrapposizioni territoriali.

## SuperDì (1994-2018)

### Storia

#### Origini
Nel 1994 Gianfelice Franchini, dopo essersi dimesso dal Gruppo Standa, riparte da zero fondando una nuova società denominata Nuova Distribuzione con sede a Turate (CO). L'insegna commerciale di questa nuova società sarà SuperDì per i supermercati e IperDì per gli iperstore. I punti vendita si caratterizzano da un'estetica dei punti vendita generalmente spartana, privilegiando la qualità dei reparti freschi (anche a servizio) con prezzi competitivi.

#### Cambio generazionale e concordato preventivo
Dopo la morte di Gianfelice avvenuta nel 1998, la moglie con i figli Marco e Marilisa portano avanti l'azienda di famiglia, che cresce in modo importante nel tempo passando da meno di una quindicina di punti vendita nel 1998 a 47 punti vendita e 350 milioni di fatturato. L'azienda opera prevalentemente nelle stesse zone in cui operava Supermercati Brianzoli, ovvero in Lombardia, Piemonte e con una presenza marginale in Liguria. 
A causa di problemi finanziari, che hanno generato una ingente mancanza di liquidità, dovuti al fallimento di due delle quattro banche di riferimento (Banca Popolare Veneta e Banca Popolare di Vicenza) 20 anni dopo (2018) la scomparsa di Gianfelice Franchini la società fa richiesta di concordato preventivo.

Nel 2018 rimangono operativi 43 punti vendita che vengono principalmente venduti all'asta con acquisizioni a pacchetti da parte delle insegne Il Gigante, Famila e Italmark, mentre altri punti vendita vengono rilevati da singoli operatori o definitivamente chiusi.

## Essebimarket (2021-oggi)

### E-commerce
Nel 2021 Edoardo Franchini, figlio di Angelo Franchini, avvia EssebiMarket.com; negozio online che utilizza il marchio EsseBi.

## Sponsorizzazioni
A metà degli anni ottanta e per quattro anni, dal 1984 al 1987, Peppino Franchini è stato (su suggerimento del cugino Gianfelice) il patron della squadra di ciclismo "Supermercati Brianzoli" con Francesco Moser, Claudio Corti e Gianbattista Baronchelli.